# François-Alfred Delobbe

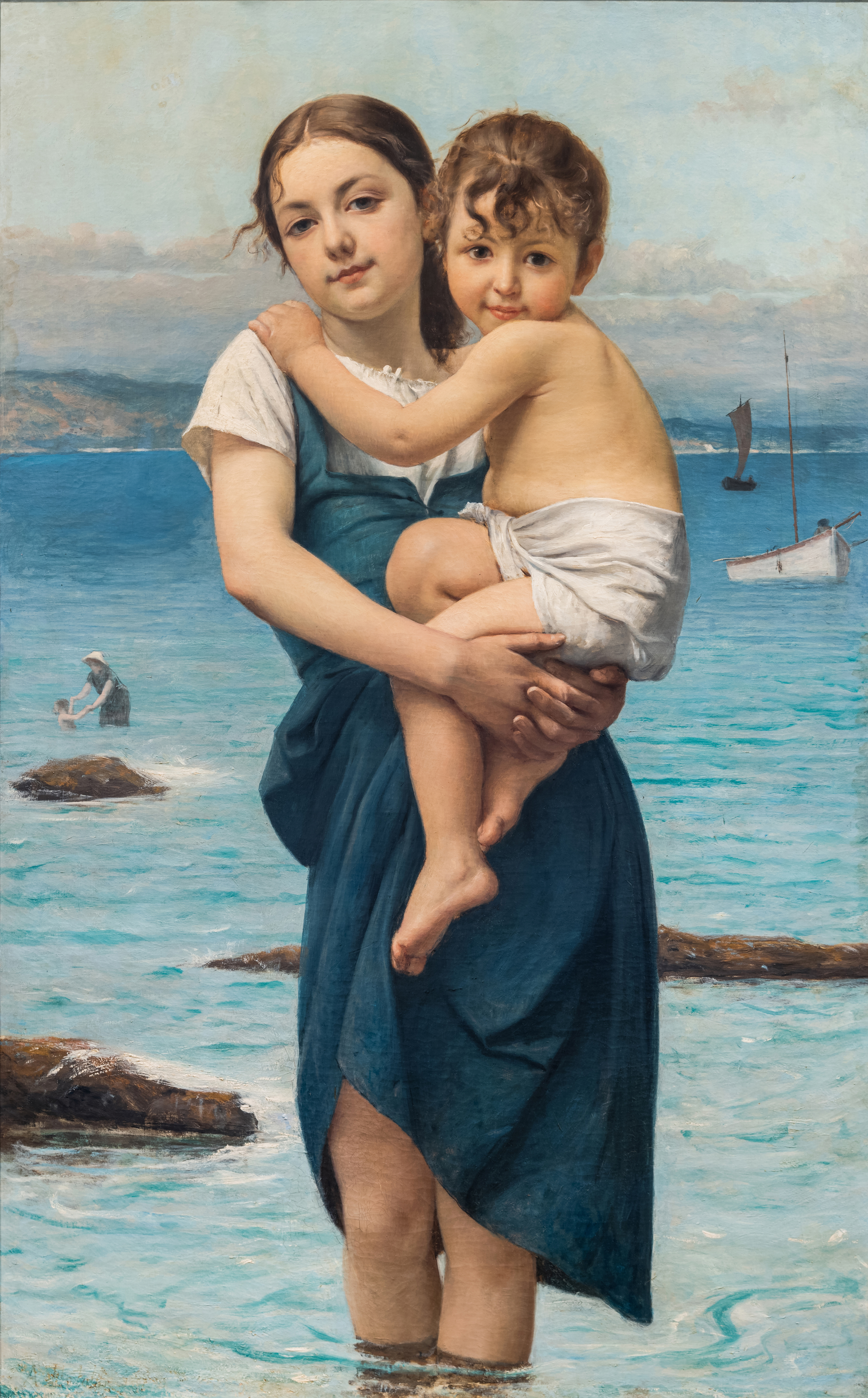
Surori de François-Alfred Delobbe

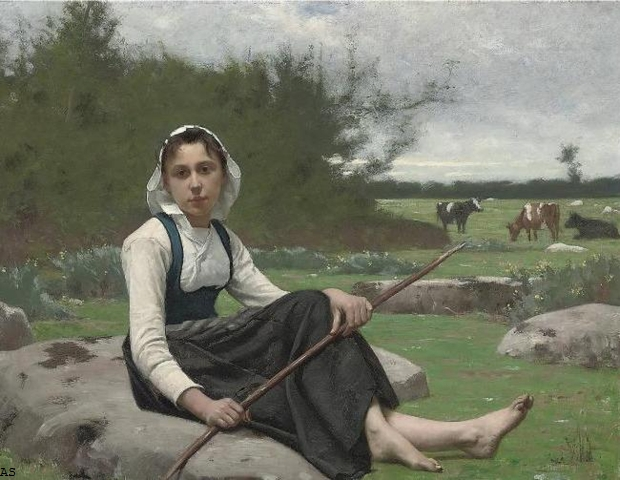
Corentine (dată necunoscută)

François-Alfred Delobbe (n. 13 octombrie 1835, Paris, Franța – d. 10 februarie 1920, Paris, Franța) a fost un pictor francez în stil naturalist.

## Biografie
A fost elev al lui Thomas Couture și William Bouguereau la École des Beaux-Arts, unde fusese admis la vârsta de șaisprezece ani, și a debutat la Salon⁠(d) în 1861 cu un portret al mamei sale. Scenele mitologice, orientaliste și de gen în stil academic au fost specialitățile sale originale. Cariera sa a fost cu adevărat lansată când a obținut o comandă de a decora primăria din arondismentul al XV-lea recent anexat; unul dintre cele opt astfel de comenzi acordate.
Din 1875 până la moartea sa, el și familia lui au fost vizitatori regulați ai coloniei de artiști din Concarneau, unde a fost invitat de fondatorul acesteia, Alfred Guillou⁠(d), și în a cărei casă stăteau uneori. Lumina moale a regiunii l-a inspirat să se concentreze asupra pictării copiilor și tinerelor, în general în scene țărănești. Adesea schița abundent în timpul verii, apoi termina pictura în timpul iernii la studioul său din Paris. Majoritatea modelelor sale proveneau din regiunea Concarneau.